# Sante Ceccherini
Sante Lorenzo Minotti Ceccherini (født 15. november 1863, død 9. august 1932) var en italiensk officer og fægter, som deltog i de olympiske lege 1908 i London. 
Ceccherini kom på militærskole allerede som femtenårig og fortsatte på akademiet i Modena, hvorfra han kom ud som sekondløjtnant. Han gjorde tjeneste ved Bersaglieri-regimentet frem til første verdenskrig.
Han var en dygtig fægter, der vandt det italienske mesterskab i sabel i 1897, hvilket indbragte ham titlen som kaptajn. I 1910 blev han udnævnt til major.
Ceccherini stillede op i tre discipliner ved OL 1908: Kårde og sabel individuelt og sabel for hold. I kårde vandt han tre af sine kampe i indledende runde, hvilket ikke var nok til at gå videre i konkurrencen. I den individuelle sabelkonkurrence vandt han fire kampe i indledende runde og gik videre til anden runde. Her var tre sejre nok til at kvalificere ham til semifinalen, men han udgik undervejs heri. I holdkonkurrencen var han med på det italienske hold i to af dets kampe. Holdet nåede til kampen om andenpladsen, som italienerne vandt, men hvor han ikke deltog. De andre på holdet var Marcello Bertinetti, Riccardo Nowak, Alessandro Pirzio Biroli og Abelardo Olivier.
Han var næsten halvtres år gammel, da han i 1912 meldte sig til tjeneste i den italiensk-tyrkiske krig i 1912. Her anførte han en bataljon fra sit regiment og modtog for sin indsats militære sølv- og bronzemedaljer. I første verdenskrig var han kommandør for det 12. Bersaglieri-regiment og kæmpede her i det andet slag ved Isonzo, hvilket indbragte ham yderligere to sølvmedaljer og til sidst en udnævnelse til general.
I 1922 deltog han sammen med Toscana-legionen i marchen mod Rom, der resulterede i Benito Mussolinis magtovertagelse og efterhånden diktatur.